# Societatea „Hanul Drumeților”

Hanul Drumeților a fost o asociație de turism din România  înființată la data de 15 masrtie 1921. Printre membrii fondatori s-au fost numărat Bucura Dumbravă, Ioan Bianu, Mihai Haret, Emanoil Bucuța, Mircea Nenițescu. În actul constitutiv se precizează la art.1 că Hanul Drumeților este o „Societate de turism și pentru protecția naturii, anonimă pe acțiuni, necomercială și cu scopuri exclusiv științifice-culturale-sportive”. Sediul social era în București strada General Manu nr. 7.  
Hanul Drumeților a avut contribuții importante la dezvoltarea turismului montan de la noi. 
În anul 1922 asociația efectua lucrări de reparații la poteca pe valea Jepilor în colaborare cu secția București a S.K.V., în septembrie 1923 se dă parțial în folosință construirea Hanului (Casa) Peștera, iar  inaugurarea definitivă are loc la 29 iunie 1925. 
La 27 ianuarie 1924 s-a înființat la Sinaia, Secția Alpină a Bucegilor a Hanului Drumeților, activitatea  desfășurându-se asupra zonei din Masivul Bucegi și Gârbova până în Valea Doftanei  în jurul  localităților Comarnic, Secăria, Teșila, Sinaia, Poiana Țapului, Bușteni, Azuga și Predeal. 
În anul 1925 se termină realizarea elementelor la „Casa Omul” (actuala Cabana Omu) numită la început „Casa Zorilor”, lucrare care este preluată în același an de Turing Clubul României.
Numărul membrilor Hanului Drumeților a ajuns la 1093 în anul 1924 și 1320 la 10 iunie 1925, anul dizolvării asociației.
Hanul Drumeților a publicat trei cărți, toate în cursul anului 1924: Cartea Munților de Bucura Dumbravă, Peștera Ialomiței și Casa Peștera de Mihai Haret și Castelul Peleș de Mihai Haret.
La 10 iunie 1926 „Societatea Hanul Drumeților” fuzionează cu „Turing Clubul României”.

## Vezi și
- Turing Clubul României

## Legături externe
- scrigrup - Articol detailat despre Asociația Hanul Drumeților